# Tenzin (nome)
Tenzin  è un nome proprio di persona tibetano e dzongkha maschile.

## Varianti
In lingua tibetana questo nome, scritto བསྟན་འཛིན, viene traslitterato anche come Tenzing.

## Origine e diffusione
È composto dai termini tibetani བསྟན (bstan, "insegnamenti") e འཛིན (dzin, "[egli] sostiene"), e il suo significato è quindi "colui che sostiene gli insegnamenti"; il nome è noto in particolare per essere portato dal 14º Dalai Lama, Tenzin Gyatso, che lo assunse dopo aver preso questo ruolo.

## Persone

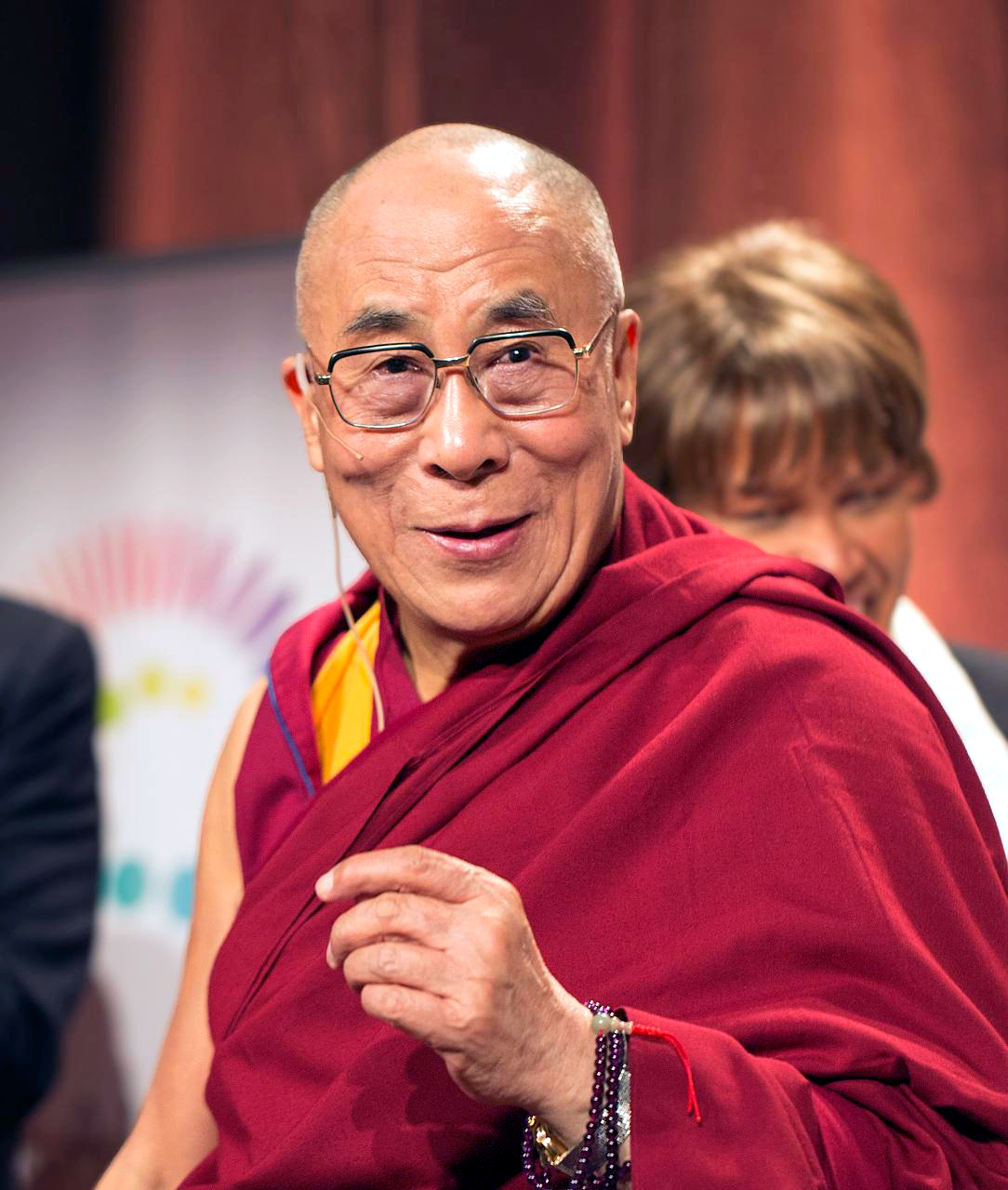
Tenzin Gyatso

- Tenzin Gyatso, monaco buddhista tibetano
- Tenzin Losang Gyatso, monaco buddhista tibetano
- Tenzin Rabgye, re del Bhutan
- Tenzin Thuthob Tsarong, attore tibetano

### Variante Tenzing
- Tenzing Namgyal, re del Sikkim
- Tenzing Norgay, alpinista nepalese-indiano

## Il nome nelle arti
- Tenzin è un personaggio della serie animata La leggenda di Korra.
- Tenzin è un personaggio della serie di videogiochi Uncharted.